# Denemo
Denemo — свободная программа — графический интерфейс для набора нот, преимущественно для GNU LilyPond. Denemo использует библиотеку GTK+ 2.0 и работает в GNU/Linux. Кроме того, Denemo портирован под FreeBSD, Apple Mac OS, Microsoft Windows.
Denemo помогает подготовить ноты к дальнейшей обработке и публикации с помощью LilyPond. Denemo не пытается показать ноты графически правильно и не стремится быть полноценной графической средой. Denemo — не WYSIWYG нотный редактор (как Finale или Sibelius), Denemo — это визуальный интерфейс для быстрого ввода нот. Существует возможность улучшить получаемые в Denemo партитуры путём сохранения их в формате LilyPond и дальнейшей правки получившегося исходного файла. Кроме того, возможен экспорт партитуры в формате ABC music notation и создание MIDI-файлов. В то же время Denemo (во всяком случае, по состоянию на июль 2009) не способен читать сложные партитуры в формате LilyPond, созданные в других редакторах. Сохранённые в формате LilyPond простые партитуры, созданные в самом Denemo, им открываются.

## Ввод данных
Denemo ориентирован на ввод с клавиатуры: все функции ввода можно выполнить посредством горячих клавиш. В основе этого лежит идея, что ввод партитур с использованием исключительно клавиатуры более быстр, нежели ввод с использованием клавиатуры и мыши.
Некоторые клавиатурные команды совпадают с соответствующими командами в синтаксисе Lilypond: например, сдвиг курсора или ноты на октаву вверх и вниз осуществляется клавишами ' и , соответственно, начало и конец фразировочной лиги — ( и ) и т. д. Некоторые команды (перемещение курсора, удаление нот) совпадают с командами редактора vi. В то же время пользователю доступно переопределение команд. Как и в vi, в Denemo существуют различные режимы работы: режимы вставки (обычный и классический, отличающиеся порядком нажатия клавиш при вводе нот) и редактирования.
Тем не менее, любую операцию можно выполнить и мышью, горячие клавиши фактически вызывают пункты основного меню программы. Также можно вводить ноты, распознавая их записанное звучание, что даёт музыкантам более знакомый метод ввода.